# Леду, Дельфина
Дельфин Леду (родилась 15 мая 1985 года в городе Кале, Франция) — французская спортсменка по художественной гимнастике. 9-кратная чемпионка Франции по художественной гимнастике.

## Карьера
На протяжении девяти лет подряд, в 2004—2012 годы, Леду становилась чемпионкой Франции по художественной гимнастике, установив этим самым национальный рекорд.
Дельфина начала заниматься гимнастикой в возрасте семи лет, а выступать на соревнованиях во Франции — с 2002 года. Из-за травмы Леру пропустила в 2003 году Чемпионат мира. На Средиземноморских играх 2009 года она завоевала в многоборье серебряную медаль.
На международном турнире в Кале в 2011 году Леду завоевала серебряную медаль в многоборье и золото в упражнениях с мячом. В 2011 году на емпионате мира она заняла 12-е место в многоборье. В 2011 году в Корбей-Эссон на Кубке мира она завоевала бронзовую медаль в упражнениях с обручем и лентами. Принимала участие в соревнованиях по индивидуальному многоборью на летних Олимпийских играх 2012 года, где заняла 13-е место в квалификации. После Олимпийских игр она оставила спорт.